# Campionato italiano di ciclismo su strada 2025 - Gara in linea maschile Elite
La gara in linea maschile Elite dei campionati italiani di ciclismo su strada 2025, centoventicinquesima edizione della corsa, si svolse il 29 giugno 2025 su un percorso di 228,8 km, con partenza da Trieste e arrivo a Gorizia, in Friuli-Venezia Giulia. La vittoria fu appannaggio di Filippo Conca, il quale completò il percorso in 5h15'21", alla media di 43,53 km/h, precedendo Alessandro Covi e Thomas Pesenti.
Sul traguardo di Gorizia 57 ciclisti, su 120 partiti, portarono a termine la competizione.

## Squadre e corridori partecipanti
Al campionato italiano Elite erano iscritti 143 ciclisti, di questi solo 120 presero il via.
| N.    | Cod. | Squadra                         |
| ----- | ---- | ------------------------------- |
| 1-12  | XAT  | XDS Astana Teamx                |
| 13-17 | LTK  | Lidl-Trek                       |
| 18-21 | TVB  | Bahrain Victorious              |
| 22-25 | JCL  | JCL Team Ukyo                   |
| 26-29 | MOV  | Movistar Team                   |
| 30-32 | SOQ  | Soudal Quick-Step               |
| 33    | SQD  | Soudal-Quick-Step Devo Team     |
| 34-36 | RBH  | Red Bull-Bora-Hansgrohe         |
| 37-39 | ARK  | Arkéa-B&B Hotels                |
| 40-41 | IGD  | Ineos Grenadiers                |
| 42-43 | JAY  | Team Jayco AlUla                |
| 44-45 | UAD  | UAE Team Emirates XRG           |
| 46    | ADC  | Alpecin-Deceuninck              |
| 47    | COF  | Cofidis                         |
| 48    | DAT  | Decathlon AG2R La Mondiale Team |
| 50-68 | VBF  | VF Group-Bardiani CSF-Faizanè   |
| 69-79 | PTV  | Team Polti VisitMalta           |
| 80-89 | TFT  | Solution Tech Vini Fantini      |
| 90-95 | TNN  | Team Novo Nordisk               |

| N.      | Cod. | Squadra                            |
| ------- | ---- | ---------------------------------- |
| 97-100  | Q36  | Q36.5 Pro Cycling Team             |
| 101-103 | WB2  | Wagner Bazin WB                    |
| 104-105 | TUD  | Tudor Pro Cycling Team             |
| 106     | IPT  | Israel-Premier Tech                |
| 107     | LOT  | Lotto                              |
| 108     | RKT  | Unibet Tietema Rockets             |
| 109-113 | PAD  | Sc Padovani Polo Cherry Bank       |
| 114-117 | GSC  | Gragnano Sporting Club             |
| 118-121 | MGK  | MG.K Vis Costruzioni e Ambiente    |
| 122-123 | GEF  | General Store-Essegibi-F.lli Curia |
| 124-125 | KGC  | Karcag Cycling ÉPKAR Team          |
| 126-128 | MBH  | MBH Bank Ballan CSB                |
| 129-130 | MIG  | Monzon-Incolor-Gub                 |
| 131     | BIE  | Biesse-Carrera-Premac              |
| 132     | HAC  | Team Hrinkow Advarics              |
| 133     | MSR  | May Stars                          |
| 134-138 |      | Swatt Club                         |
| 139     |      | ASD G.C. Sissio Team               |
| 140-143 | IWA  | Intermarché-Wanty                  |

## Ordine d'arrivo (Top 10)
| Pos. | Corridore         | Squadra     | Tempo    |
| ---- | ----------------- | ----------- | -------- |
| 1    | Filippo Conca     | Swatt Club  | 5h15'21" |
| 2    | Alessandro Covi   | UAE         | a 1"     |
| 3    | Thomas Pesenti    | Soudal DT   | s.t.     |
| 4    | Giovanni Aleotti  | Red Bull    | s.t.     |
| 5    | Mattia Gaffuri    | Swatt Club  | s.t.     |
| 6    | Filippo Baroncini | UAE         | a 11"    |
| 7    | Jonathan Milan    | Lidl        | a 12"    |
| 8    | Nicolò Buratti    | Bahrain     | a 14"    |
| 9    | Francesco Busatto | Intermarché | a 29"    |
| 10   | Nicolò Parisini   | Q36.5       | a s.t.   |